# Holub stříbropásý
Holub stříbropásý (Columba jouyi) je vyhynulý pták z čeledi holubovití (Columbidae) původem z Japonska. Areál výskytu konkrétně zahrnoval Okinawu, souostroví Kerama (Kerama-šotó) a Borodinské ostrovy (Daitó-šotó).
Holub stříbropásý představoval relativně mohutného ptáka, celková velikost těla dosahovala asi 45 cm. Typový vzorek se vyznačoval následujícími rozměry: křídlo měřilo 253 mm, ocasní pera 188 mm, zobák 23 mm a běhák 35 mm. Opeření na těle bylo černé, na spodní části hřbetu přecházelo do zelené a hlava se vyznačovala růžovofialovými odlesky. Na zátylku se objevovala výrazná stříbrná skvrna ve tvaru půlměsíce; šlo o jeden z rozlišovacích znaků, na základě něhož bylo možné tento druh odlišit od holuba boninského (Columba versicolor), jiného dnes již vyhubeného holuba původem z Japonska, jenž tuto skvrnu postrádal. Zobák byl zelenomodrý se žlutou špičkou, duhovka hnědá a končetiny purpurově červené.
Typový vzorek holuba stříbropásého získal jistý C. Tasaki, sběratel ve službách britského obchodníka a přírodovědce Harryho Pryera operujícího v Japonsku. Vědecký popis druhu zhotovil americký přírodovědec Leonhard Stejneger roku 1887 na základě vzorku původem z muzea v Tokiu, pro nový druh přičemž zvolil vědecké jméno Janthoenas jouyi. Stejnegerův krátký článek, publikovaný v periodiku The American Naturalist, však poskytuje pouze velmi stručný popis ptáka. O chování a ekologii tohoto druhu se nedochovaly prakticky žádné informace, ačkoli zřejmě šlo o obyvatele místního zalesněného vnitrozemí. Sporné zůstávají i příčiny vyhynutí, nicméně hlavním ohrožujícím faktorem se zřejmě stala právě ztráta lesních stanovišť. K výraznému poklesu populací holuba stříbropásého zjevně docházelo od konce 19. do první poloviny 20. století, poslední potvrzený záznam pochází podle Mezinárodního svazu ochrany přírody z roku 1936 z Borodinských ostrovů, jejichž lesní porosty byly prakticky kompletně vykáceny již před druhou světovou válkou. Z Okinawy pochází poslední potvrzený záznam z roku 1904, přičemž v době amerického vylodění v Okinawě z roku 1945 byl druh již zřejmě vyhynulý. Několik muzejních exemplářů schraňují instituce v Liverpoolu, Tringu a Tokiu.